# 克萊頓鎮區 (阿肯色州克利本縣)
克萊頓鎮區（英語：Clayton Township）是位於美國阿肯色州克利本縣的一個行政鎮區。

## 地方資料
克萊頓鎮區的面積為63.68平方千米，當中陸地面積為63.59平方千米，而水域面積為0.09平方千米。根據2010年美國人口普查的數據，當地共有人口926人，而人口密度為每平方千米14.54人。